# Кателе
Кателе (фр. Catelet) насеље је и општина у североисточној Француској у региону Пикардија, у департману Ен (Пикардија) која припада префектури Сен Кентен.
По подацима из 2011. године у општини је живело 195 становника, а густина насељености је износила 475,61 становника/km². Општина се простире на површини од 0,4 km². Налази се на средњој надморској висини од 93 метара (максималној 108 m, а минималној 87 m).

## Демографија
| 1962. | 1968. | 1975. | 1982. | 1990. | 1999. | 2011. |
| ----- | ----- | ----- | ----- | ----- | ----- | ----- |
| 237   | 243   | 272   | 243   | 223   | 218   | 195   |

График промене броја становника у току последњих година